# San Pedro Xalcaltzinco
San Pedro Xalcaltzinco är en ort i Mexiko.   Den ligger i kommunen Tepeyanco och delstaten Tlaxcala, i den sydöstra delen av landet, 100 km öster om huvudstaden Mexico City. San Pedro Xalcaltzinco ligger 2 239 meter över havet och antalet invånare är 2 025.
Terrängen runt San Pedro Xalcaltzinco är platt västerut, men österut är den kuperad. Runt San Pedro Xalcaltzinco är det mycket tätbefolkat, med 1 632 invånare per kvadratkilometer. Närmaste större samhälle är Cholula, 19,8 km söder om San Pedro Xalcaltzinco. I omgivningarna runt San Pedro Xalcaltzinco växer huvudsakligen savannskog.